# Оптичний прилад

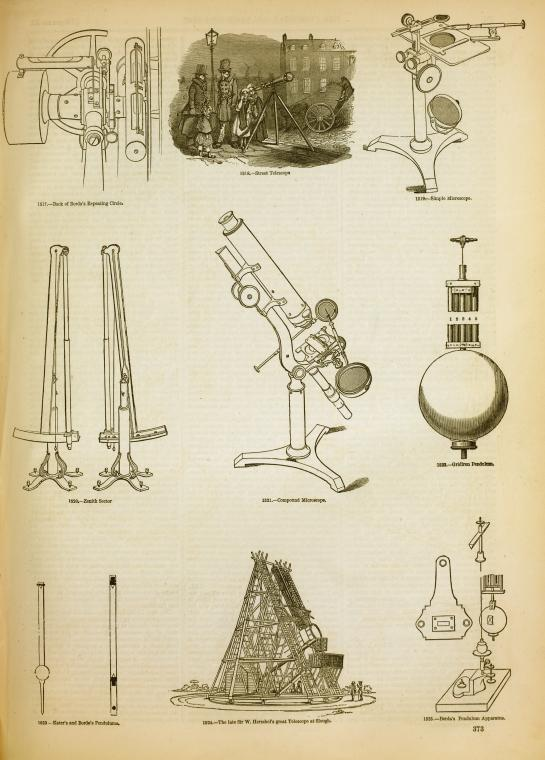
Ілюстрація деяких оптичних приладів, доступних для лабораторного використання в Англії у 1858 році

Опти́чний при́лад — прилад, в основі якого лежить використання оптичних явищ.
Основними складовими оптичних приладів, як правило, є використання лінз. Також часто використовується у їх складі дзеркало.
До оптичних приладів належать наприклад телескоп, оптичний мікроскоп, інтерферометр Майкельсона та інші.